# Ligue croate d'espéranto
La Ligue croate d'Espéranto (en espéranto : Kroata Esperanto-Ligo ; en croate : Hrvatski Savez za Esperanto) ou KEL est une association qui unit des espérantistes, des sociétés d'espéranto et des amis de l'espéranto. Elle agit pour mettre en avant l'espéranto en Croatie.
Elle a accueilli le 86e congrès mondial d'espéranto à Zagreb en 2001.